# Palazzo Cornale
Palazzo Cornale è un palazzo storico di Modugno, in Provincia di Bari. Costruito nel XVII secolo dalla famiglia Cornale è in stile tardo-rinascimentale. È stato costruito dopo il vicino Palazzo Pascale-Scarli e ne riprende l'organizzazione delle strutture architettoniche, seppure in dimensioni ridotte. 
Un arco a tutto sesto conduce dalla strada ad un atrio che precede il corpo di fabbrica del palazzo. Questo arco è sormontato un'iscrizione incisa in latino: “D.O.M.  B.M.V. HAECISABELLA TENET CORNALIS ET ANNA SORORES ABBAS QUAE TUTOR LIMINA SCARLA STRUIT A.D. MDCLVIII” (Traduzione italiana: A Dio ottimo massimo e alla Beata Vergine Maria. Le sorelle Isabella e Anna Cornale hanno in possesso questa casa, il cui ingresso è stato costruito dal tutore abate Scarla. Anno del Signore 1658). La trabeazione dell'arco è sormontata dallo stemma di famiglia che rappresenta un albero (forse il corniolo) sormontato dall'elmo cavalleresco in maestà. A completare la facciata, nella parte superiore, c'è una balaustra con colonnine squadrate. All'interno di questo atrio, due rampe di scale conducono all'ingresso del palazzo.
La famiglia Cornale arriva a Modugno dalla città di Crema nei primi anni del Cinquecento al seguito della duchessa Isabella d'Aragona. Nella seconda metà del secolo successivo la famiglia Cornale si estinse nella famiglia Fortunato. Esponenti di spicco dei Cornale, a Modugno, sono Girolamo Cornale e suo fratello Amedeo. Sono vissuti nel XVI secolo, figli di Francesco Cornale. Il primo fu un sacerdote colto, apprezzato dalla regina Bona Sforza della quale fu segretario e consigliere. Seguì la regina a Varsavia dove terminò la propria vita. Amedeo fu un letterato; di lui si ricordano i quattro sonetti scritti in occasione del matrimonio della Regina Bona col Re di Polonia, Sigismondo Jagellone e un'ode in onore del ritorno della Regina nel Ducato di Bari.
La Famiglia Fortunato di Giffoni giunge a Modugno da Terlizzi per aver un membro Lucio Fortunato sposato alla fine del XVII secolo Isabella Cornale, ultima discendente di questa nobile famiglia cremasca. I Fortunato di Terlizzi era un ramo discendente dai feudatari Baroni Fortunato di Giffoni nei secoli XV e XVI. Un altro ramo della famiglia si stabilì in Rionero in Vulture dove nacque il famoso meridionalista Giustino Fortunato. I Fortunato di Modugno godettero nobiltà per tutto il XVIII secolo e si estinsero con l'ultima discendente Elena moglie di Carlo Cesena. La figlia di questi ultimi Chiara moglie del medico Nicola Longo a sua volta fu anch'essa l'ultima discendente della famiglia Cesena.
In data 1840 il Palazzo Cornale-Fortunato, dopo la prematura scomparsa di Chiara Cesena, risulta in proprietà del medico Nicola Longo che comunque non vi abitò mai, dimorando in via S. Agostino (oggi via Conte Stella). Nel catasto provvisorio di Modugno nel 1840 il Palazzo risulta in proprietà di Nicola Longo con la dizione "Casa alla Piazza-Recinto della Corte" formato da dieci soprani, sei sottotetti, cinque sottani, piscina dell'olio e d'acqua piovana. Al Palazzo, nell'attuale vico Fortunato, era annessa una Cappella gentilizia, oggi dismessa, dove veniva soddisfatto l'obbligo delle messe da celebrare riguardanti il Beneficio di Patronato, legato pio, della famiglia Fortunato, fondato nel 1674 dal Rev. Dottore Giovanni Tommaso Fortunato di Giffoni consistente in una tenuta in Terlizzi di 24 ettari di alberi di olive e mandorle col peso di celebrare 100 messe l'anno in perpetuo. Il Palazzo in seguito fu ereditato da Angelo Longo, di Nicola, primo sindaco di Modugno dopo l'Unità d'Italia dal 1 settembre 1861 1a 27 febbraio 1867, e da questi passato al primogenito Notaio Nicola Longo che in seguito lo alienò per mancato utilizzo nei primi del "900.